# 消瘦

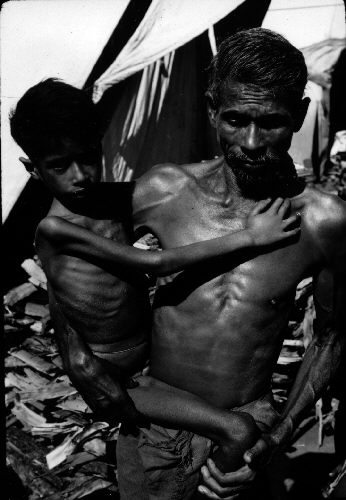
瘦骨嶙峋的人（1972年，尼泊尔）

消瘦（英語：emaciation）又称羸瘦，是指由于皮下脂肪和身体肌肉的损失导致过度的体重减轻和不自然的瘦弱。过度的消瘦会影响人类和动物的健康。消瘦是由严重的营养不良和饥饿引起的。消瘦是营养不良的主要症状，会发生干扰消化系统和食欲，或其他系统和饮食失调的疾病。